# William G. Bowdler
William Garton Bowdler (Buenos Aires, 27 de marzo de 1924-Sharps, 19 de enero de 2016) fue un diplomático estadounidense nacido en Argentina.

## Biografía
Hijo de británicos, Bowdler nació en Buenos Aires (Argentina), el 27 de marzo de 1924. Más tarde emigró a Florida y sirvió en el ejército de los Estados Unidos de 1944 a 1946. Se convirtió en ciudadano estadounidense en 1945. Se educó en la Universidad de Richmond, recibiendo un título en historia en 1948. Luego asistió a la Escuela de Derecho y Diplomacia Fletcher, recibiendo una maestría en 1949.
En 1950, se unió al Departamento de Estado de los Estados Unidos como asistente de investigación. En 1951, se convirtió en oficial de administración internacional, y de 1952 a 1956, fue oficial de relaciones internacionales en la Oficina de Asuntos Interamericanos. De 1956 a 1961 fue oficial político y consular en La Habana (Cuba). En 1956 también estuvo a cargo de la oficina de asuntos de la Antártida y el Año Geofísico Internacional, y fue secretario del Comité Interamericano de Representantes Presidenciales de la Organización de los Estados Americanos.
Luego se desempeñó como oficial de relaciones internacionales de 1961 a 1963. Entre 1963 y 1964 fue coordinador adjunto de asuntos cubanos del Departamento de Estado, y luego se desempeñó como oficial de enlace ejecutivo para asuntos latinoamericanos con la Casa Blanca desde 1964 hasta 1968.
En 1968, el presidente Lyndon B. Johnson, lo designó embajador de Estados Unidos en El Salvador, ocupando el cargo desde el 15 de noviembre de 1968 hasta el 2 de septiembre de 1971. En 1971, el presidente Richard Nixon lo designó embajador de Estados Unidos en Guatemala, ocupando este puesto desde el 19 de octubre de 1971 hasta el 26 de agosto de 1973.
Regresó a Estados Unidos en 1973, convirtiéndose en Subsecretario de Estado Adjunto para Asuntos Interamericanos; Se desempeñó como Subsecretario de Estado en funciones para Asuntos Interamericanos en 1974.
El presidente Gerald Ford lo designó como Embajador de Estados Unidos en Sudáfrica en 1975, ocupando el cargo desde el 14 de mayo de 1975 hasta el 19 de abril de 1978.
En 1978, el presidente Jimmy Carter lo nominó como Director de la Oficina de Inteligencia e Investigación del Departamento de Estado, desempeñando el cargo del 24 de abril de 1978 al 17 de diciembre de 1979. Carter luego lo nombró Subsecretario de Estado para Asuntos Interamericanos, desde el 4 de enero de 1980 hasta el 16 de enero de 1981.
Falleció en Sharps, en el condado de Richmond (Virginia), en enero de 2016 a los 91 años.